# گمینا تووشچ
گمینا تووشچ (به لهستانی:  Gmina Tłuszcz) یک گمینا در لهستان است که در شهرستان وووومین واقع شده‌است. گمینا تووشچ ۱۰۲٫۸۳ کیلومتر مربع مساحت و ۱۹٬۵۵۱ نفر جمعیت دارد.